# Danser med Drenge
Danser med Drenge (DmD) er et dansk soul-pop-reggaeorkester, bestående af sangerinde Ida Ambrose, sangskriver & kapelmester Klaus Kjellerup samt keyboardmand og kontrabassist Henrik Stanley Møller (stifterne af Tøsedrengene). Endvidere keyboardsspillerne Dan Hemmer og Morten Bolvig, trommeslager Kim Thomsen og guitarist August Campeotto. Sidstnævnte erstattede Steffen Qwist efter dennes uventede dødsfald i 2024.
DmD blev stiftet i 1991 af Kjellerup og afdøde sangerinde Philippa Bulgin efter opløsningen af Klaus Kjellerup Band.
Gruppen har mange kendte sange i kataloget, men siden årtusindeskiftet har DmD gjort sig mest gældende som liveband med over 700 koncerter. Koncerterne har karakter af syng-med arrangementer, og publikum er ofte på scenen for at synge kor med bandet.
DmD har haft tre forskellige sangerinder igennem karrieren, Philippa Bulgin, Rie Rasmussen og senest Ida Ambrose. Gruppen har udsendt 15 album og dvd'er med i alt 85 sange.
Til deres kendteste sange hører kærlighedsballaderne "Aldrig undvære dig" og "Tag godt imod ham", reggaesangene "Læn dig tilbage" og "Kære Lillesøster" samt hyldesten til Philippa Bulgin "Er der nogen i himlen?" og debuthittet "Hvorlænge vil du ydmyge dig?", der blev skrevet allerede i 1991, men blev afvist af pladeselskaberne i Danmark.
I sommeren 1992 indgik gruppen imidlertid aftale med selskabet Pladecompagniet. Debutalbummet Danser med Drenge blev herefter udsendt i foråret 1993 og blev et af årets mest solgte album. Albummet gav DmD fire Grammy-nomineringer i 1994 og nåede at sælge 270.000 eksemplarer, inden CD'en udgik.

## Historie

### Begyndelse og gennembrud
Gruppens oprindelige besætning i 1993 var Philippa Bulgin (vokal), Klaus Kjellerup (bas, kor mm.) og Jesper Mejlvang (keyboards). Kort efter udsendelsen af debutalbummet forlod Mejlvang imidlertid gruppen, og Bulgin og Kjellerup samlede herefter Danser med Drenges liveband, bestående af Henrik Stanley Møller og Simon West (keyboards), Steffen Qwist (guitar), Jan Sivertsen (trommer) og Ruth Hald (kor).
Efter en koncertturné i efterår/vinter 1993 blev Philippa Bulgin imidlertid konstateret uhelbredeligt syg, formentlig på grund af en kræftoperation, hun havde gennemgået kort før turnéen, og hun døde på Rigshospitalet den 22. marts 1994, kun 26 år gammel. Efter et par måneder uden sangerinde besluttede Kjellerup og de øvrige medlemmer at fortsætte Danser med Drenge, og efter en række auditions for at finde en afløser for Bulgin blev Rie Rasmussen udvalgt i september 1994.

### Karriere
Rie Rasmussen debuterede på DmD's andet album, Så længe vi er her, som udkom i april 1995, bl.a. med sangene "Er der nogen i himlen?" og "Læn dig tilbage". Albummet har pr. 2014 solgt platin. Rie Rasmussens live-debut med DmD fandt sted efter et afbud fra Joe Cocker ved Midtfyns Festival i juli 1995 foran 12.000 tilhørere.
Efter en salgsmæssig nedtur i 1997 med det tredje album Sig mig ... er De klar over hvem vi var? og det følgende opsamlingsalbum, Popsamling, ramte DmD ifølge eget udsagn bunden i år 2000 og omstrukturerede sig til at være et liveband. Siden den beslutning gik det markant fremad for DmD, og siden da har bandet spillet én årlig koncertturné forår-sommer. Det foreløbige højdepunkt i karrieren kom i 2006, hvor CD-DVD opsamlingsalbummet Vores Bedste lå otte uger i træk som nr. 1 på den danske albumhitliste og blev årets fjerdebedst sælgende album. Albummet blev i 2018 certificeret seks gange platin for 120.000 solgte enheder.

### Senere aktiviteter
Siden år 2000 har DmD udsendt alt sit materiale på eget pladeselskab, Glad Grammofon, bl.a 25-års jubilæumsalbummet fra 2018, Så langt, så godt ..., som består af akustiske nyfortolkninger af gruppens sange med gæsteoptræden af bl.a. Johnny Madsen, der medvirker på den akustiske udgave af sangen, "Griber du mig, når jeg falder?" .
Det seneste album, ‘Giv slip nu’, som udsendtes i marts 2023, blev samtidig DmD-debut for gruppens tredie forsanger, Ida Ambrose. mens det 15. album, livealbummet 'Ny start ... LIVE!', blev udsendt i oktober 2023.
Danser med Drenge genoptog koncerterne med ny besætning i maj 2023 og har turneret i Danmark siden da.

### Pause og udskiftninger i 2020-2024
Gruppen var i perioden 2020-2024 igennem flere udskiftninger - først sangerinde Rie Rasmussen, som forlod bandet efter 25 år for at starte sin solokarriere. I 2022 forlod musikerne Morten Bolvig og Kasper Langkjær bandet efter en intern strid med kapelmester Kjellerup, der gav genlyd i medierne. De blev efterfølgende erstattet af organist Dan Hemmer og trommeslager Kim Thomsen, men fra 2024 er Morten Bolvig tilbage i Danser med Drenge som fast afløser for Dan Hemmer ved koncerterne.
Den seneste udskiftning gjaldt bandets mangeårige medlem, guitarist Steffen Qwist, som afgik ved døden på Hillerød Sygehus den 31. august 2024 efter kort tids sygdom. Han er nu erstattet af den 30-årige guitarist August Campeotto.

## Medlemmer

### Nuværende
- Ida Ambrose - sangerinde
- Klaus Kjellerup (tidl. Tøsedrengene) – bas, kor, sangskriver, kapelmester
- Henrik "Onkel" Stanley Møller (tidl. Tøsedrengene) – keyboards, kontrabas og kor
- Dan Hemmer – orgel & keyboards
- Morten Bolvig – keyboards
- August Campeotto – guitar
- Kim Thomsen – trommer

### Tidligere medlemmer
- Philippa Bulgin – sangerinde (1991-1994)
- Jesper Mejlvang (tidl. One-Two) – keyboards (1992-1993)
- Jan Sivertsen (tidl. Tøsedrengene) – trommer (1993-1997)
- Simon West (tidl. Ray-Dee-Ohh) – keyboards (1993-2000)
- Ruth Hald – kor (1993-2000)
- Søren Frost - trommer (1997)
- Esben Duus - trommer (2001-2002)
- Kasper Foss - trommer (2003)
- Rie Rasmussen – sangerinde (1994-2022)
- Kasper Langkjær – trommer (2003-2022)
- Steffen Qwist – elektrisk & akustisk guitar og fløjt (1993-2024)

## Diskografi

### Album
- Danser med Drenge - (1993) [7]
- Så længe vi er her - (1995) [8]
- Sig mig ... er De klar over, hvem vi var? - (1997) [27]
- Popsamling - (2000) [28]
- Live 2001 - (2001) [29]
- Som regel er vi glade - (2003) [30]
- Hallo hvor det koger - dvd (2005) [31]
- Vores Bedste - (2006) [32]
- Sådan er det bare - (2008) [33]
- 15 år i røg og damp - dvd (2009) [34]
- Det handler om penge - (2015) [35]
- Skrål ... ! Live i Portalen - dvd (2016) [36]
- Så langt, så godt ... - (2018) [13]
- Giv slip nu - (2023) [37]
- Ny start LIVE! - (2023) [38]

### Singler
- "Hvorlænge vil du ydmyge dig?"
- "Kolde hjerter"
- "Grib chancen"
- "Læn dig tilbage"
- "Er der nogen i himlen?" - (skrevet til Philippa Bulgin, som døde i 1994)
- "Rejs dig op og kom videre"
- "Kære Lillesøster"
- "Tag godt imod ham"
- "En dejlig morgen" - (fra filmen Min søsters børn)
- "Gør vi det godt nok?"
- "Griber du mig, når jeg falder?"
- "I en biograf nær ved dig"
- "En lille pille"
- "De fedes hær"
- "Er der nogen i himlen?" - akustisk jubilæumsversion
- "Griber du mig når jeg falder" - feat. Johnny Madsen
- "Skru tiden tilbage"
- "Kom nu ...!"
- "Så ser du et lys"
- "Pianomand"
- "Kære ejendomsmægler"
- "Totalt ude og skide"
- "Skønne Sofie"
- "Ingen ku nå os 2.0" - feat. Jan Sivertsen
- "Reggae vuggevise" - feat. Jens Haack[39]
- "Dans hele natten"